# Neopetrobia adamanta
Neopetrobia adamanta är en spindeldjursart som beskrevs av Meyer 1974. Neopetrobia adamanta ingår i släktet Neopetrobia och familjen Tetranychidae. Inga underarter finns listade i Catalogue of Life.